# 황홀한 유혹
"황홀한 유혹"(The Enchanting Temptation)은 한국에서 제작된 박태창 감독의 1992년 멜로/로맨스, 드라마, 미스터리 영화이다. 소비아 등이 주연으로 출연하였고 이경업 등이 제작에 참여하였다.

## 출연

### 주연
- 소비아
- 김성수

### 조연
- 이상훈
- 주선희

## 기타
- 조명: 박만창
- 음향효과: 이재희
- 효과: 손규식